# Odynerus palestinensis
Odynerus palestinensis är en stekelart som beskrevs av Schulthess 1928. Odynerus palestinensis ingår i släktet lergetingar, och familjen Eumenidae. Inga underarter finns listade i Catalogue of Life.